# Kompleks piruvat-dehidrogenaza
Kompleks piruvat-dehidrogenaza je encimski kompleks, prisoten v mitohondrijskem matriksu. Gre za integriran kompleks treh encimov: 
- piruvat-dehidrogenazna komponenta (E1),
- dihidrolipoil-transacetilaza (E2) in
- dihidrolipoil-dehidrogenaza (E3).

V kompleksu sodeluje tudi 5 koencimov.

## Reakcije
Piruvat-dehidrogenazni kompleks oksidira piruvat do acetil-koencim A (acetil CoA), ko vstopi v mitohondrijski matriks. Ta reakcija je izredno pomembna stopnja v razgradnji ogljikovih hidratov, omogoča vstop v Krebsov ciklus (cikel citrata) ali sinteze maščobnih kislin.
piruvat + CoA + NAD+ --> acetil CoA + CO2 + NADH
Konverzija piruvata poteka v treh stopnjah: karboksilacijo izvede E1, oksidacijo E2, E3 prenese nastalo acetilno skupino do CoA.
Te tri reakcije so sklopljene, da lahko energija, ki se sprosti pri prvi reakciji, požene naprej ostali dve reakciji. Energija, shranjena v vezi acetil CoA, poganja celo prvo reakcijo Krebsovega cikla, ko se acetil-CoA spoji z oksaloacetatom v citrat.

## Koencimi
E1 za svoje delovanje nujno potrebuje tiaminpirofosfat, ki ga telo proizvede iz tiamina (vitamina B1). E2 potrebuje kot kofaktorja lipoat in koencim A, E3 pa FAD in NAD+.